# Amata sovinskiji
Amata sovinskiji là một loài bướm đêm thuộc phân họ Arctiinae, họ Erebidae.